# Сехитхва
Сехитхва (англ. Sehithwa) — сельский населённый пункт в центральной части Ботсваны, на территории Северо-Западного округа.

## Географическое положение
Населённый пункт находится в южной части округа, на берегу озера Нгами, на расстоянии приблизительно 563 километров к северо-западу от столицы страны Габороне. Абсолютная высота — 965 метров над уровнем моря.

## Население
По данным официальной переписи 2001 года численность населения составляла 1478 человек.
Динамика численности населения Сехитхвы по годам:
| 2001 | 2013 |
| ---- | ---- |
| 1478 | 1980 |

## Транспорт
Ближайший аэропорт расположен в городе Маун.